# Hôtel de Condé (Paris)

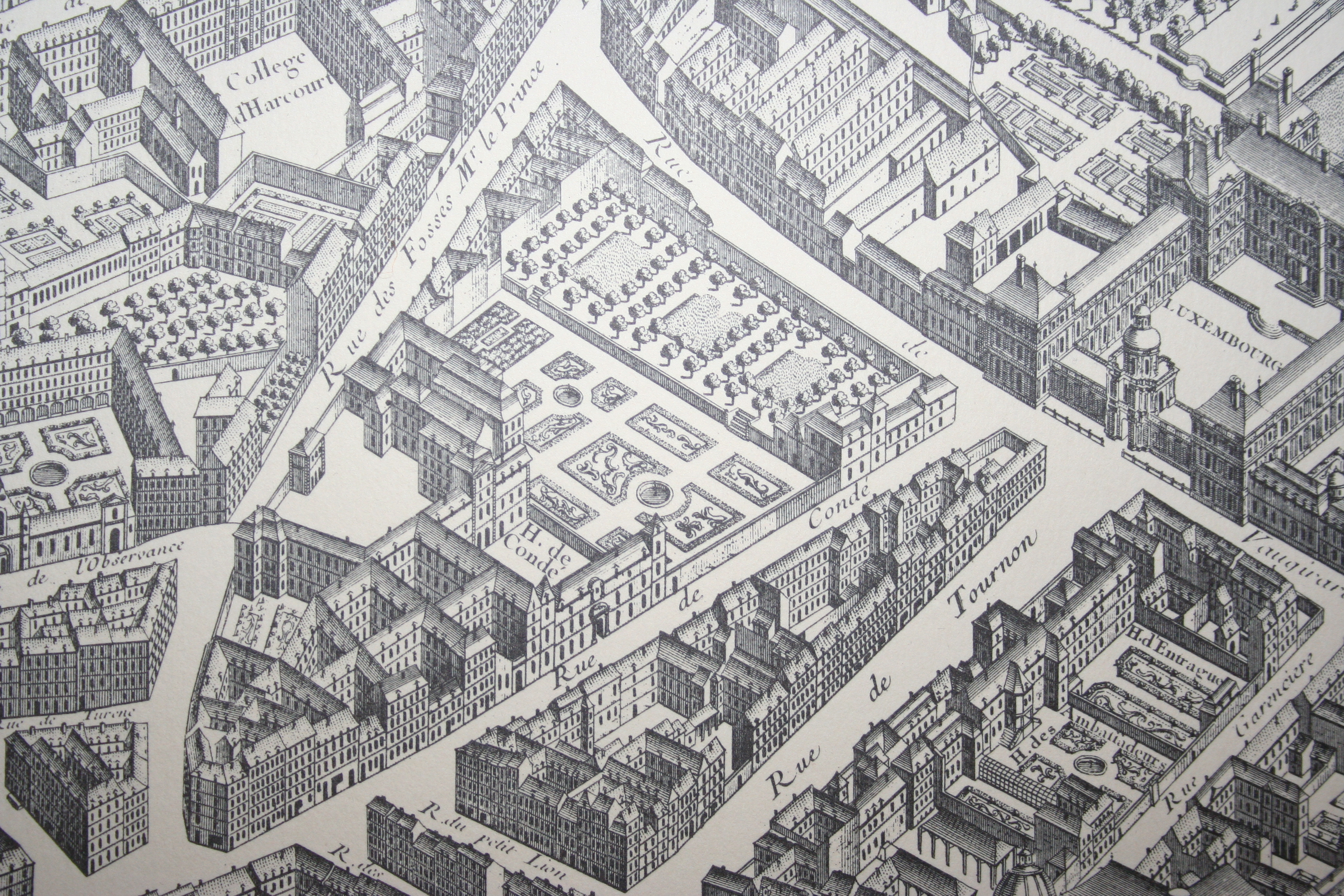
Das Hôtel de Condé, Residenz der Fürsten von Condé zwischen 1612 und 1770, nach dem Plan de Turgot. Das Odéon-Theater wurde von 1779 bis 1782 in den Gärten des Hotels errichtet.

Das Hôtel de Condé in Paris ist ein ehemaliges Hôtel particulier, das Ende des 18. Jahrhunderts zerstört wurde und sich an der Stelle des heutigen Viertels befand, das sich um das Théâtre de l’Odéon erstreckt.

## Lage
Das Hôtel und sein Garten nahmen fast das gesamte dreieckige Gelände ein, das von der Rue de Condé (im Westen), der Rue de Vaugirard (im Süden), der Rue Monsieur-le-Prince (im Osten) und dem Carrefour de l’Odéon (im Norden) im 6. Arrondissement begrenzt wird; es lag damit unmittelbar nordöstlich des Palais du Luxembourg.

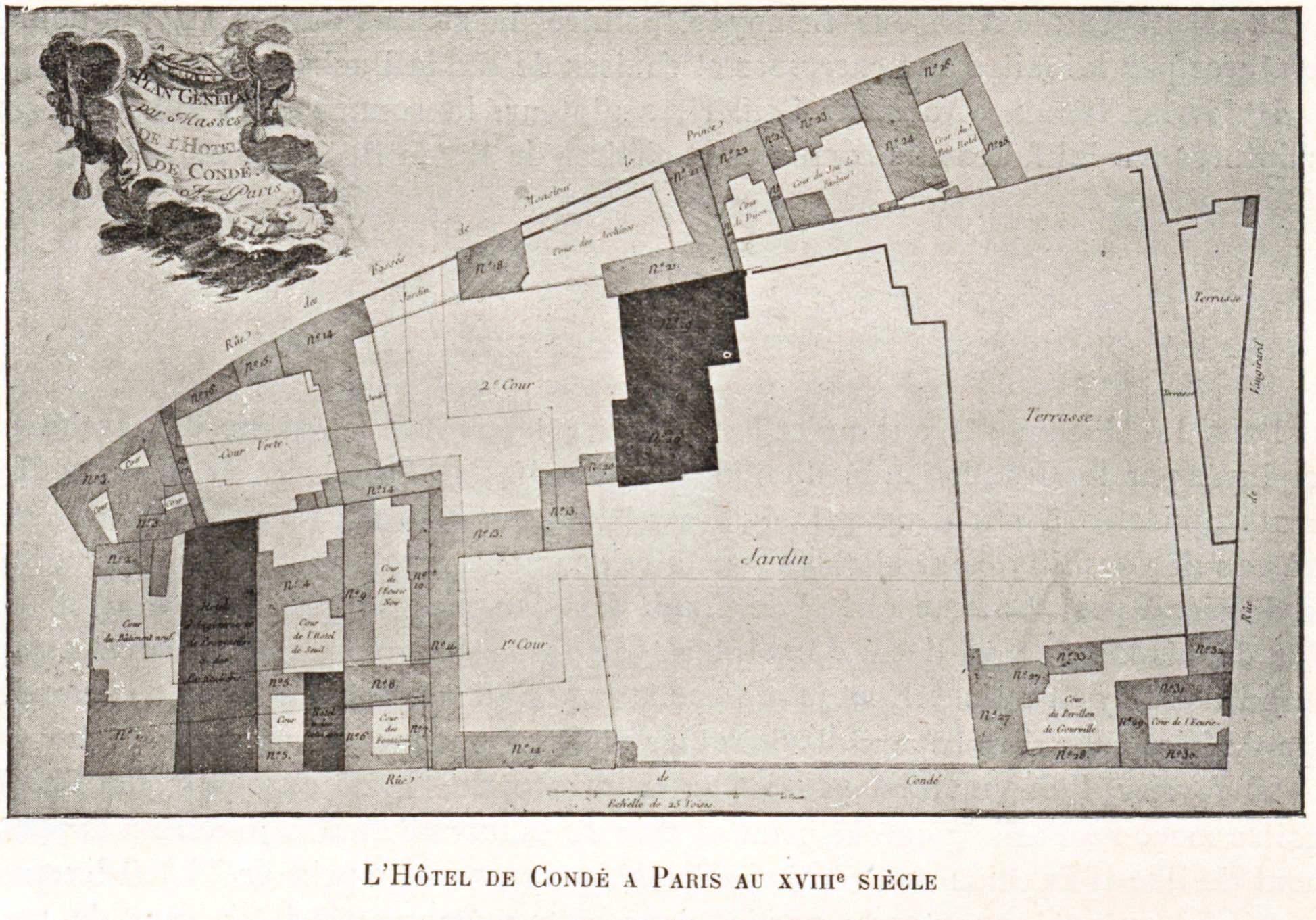
Plan des Hôtel de Condé im 18. Jahrhundert

## Geschichte
Das Hôtel de Condé trat die Nachfolge des prächtigen Hôtel an, das Jérôme de Gondi (1550–1604), ein Gefolgsmann Katharina von Medicis, 1582–1583 von einem unbekannten Architekten (vermutlich einem Mitglied der Familie du Cerceau oder Claude Vellefaux) errichten ließ. Die Familie Gondi zog 1586 in das Hôtel ein. Ein großer Garten wurde angelegt und 1603–1604 eine Orangerie gebaut. Nach einem dank des Schutzes der Königin kometenhaften sozialen Aufstieg, geriet Jean-Baptiste de Gondi zwischen 1609 und 1612 in finanzielle Schwierigkeiten und musste seine Pariser Immobilien verkaufen. Das Hôtel wurde 1610 von Maria de’ Medici Henri II. de Bourbon-Condé (1588–1646) geschenkt, die ihn für seine Zustimmung zur Heirat mit Charlotte-Marguerite de Montmorency (1594–1650) belohnen wollte. Das Hôtel wurde von dem neuen Besitzer größtenteils restauriert bzw. neu gebaut. Bescheidene Arbeiten wurden zunächst von Clément II. Métezeau, Jacques Lemercier (1641) und François Levé durchgeführt.

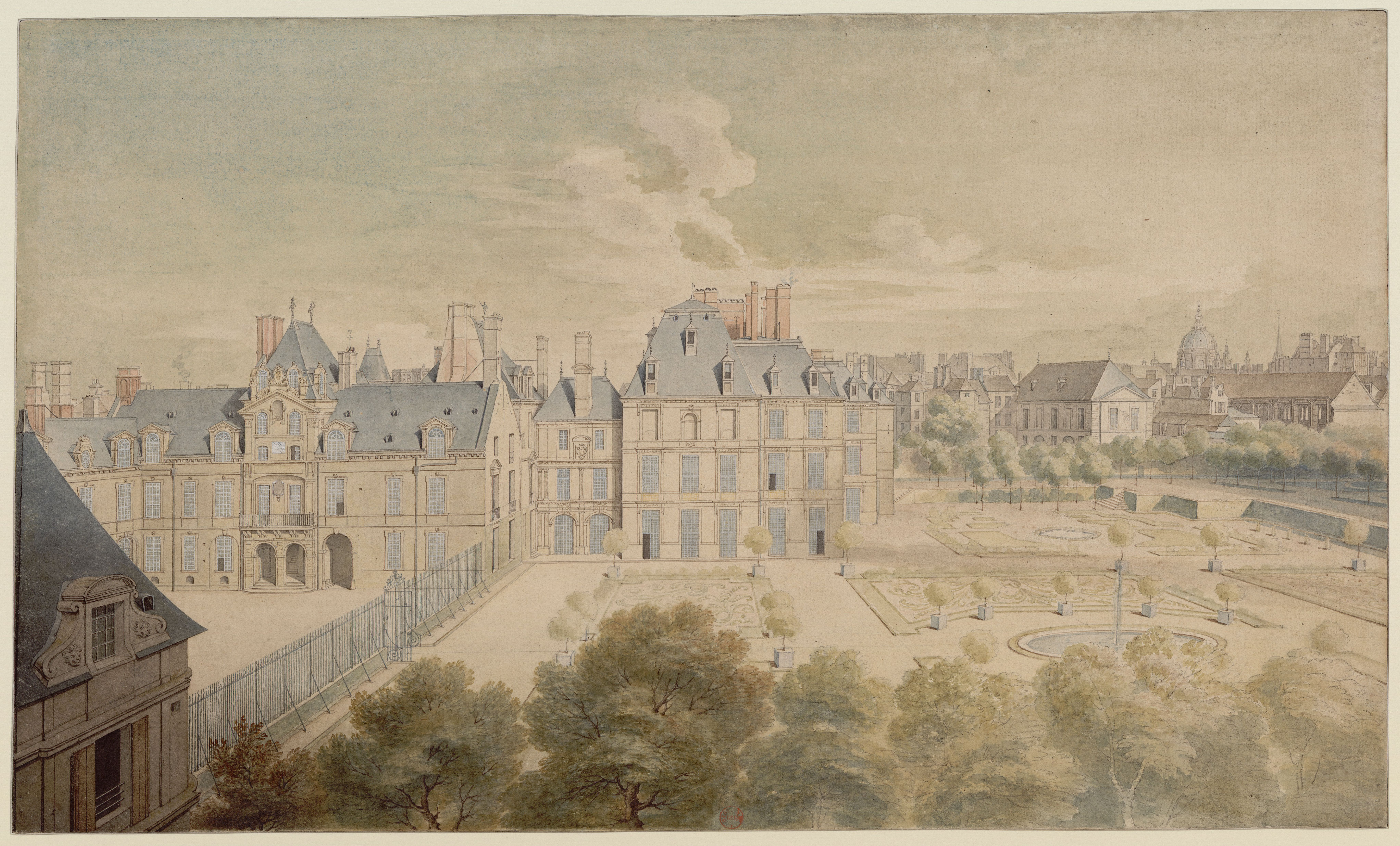
Blick auf den Innenhof des Hôtel de Condé

Nach dem Tod Condés begann seine Witwe mit einem großen Bauvorhaben, das sie François Mansart anvertraute. Er baute einen Anbau, um große Doppelapartments unterzubringen in Form eines zwischen zwei Gärten errichteten Pavillons, der fast in der Mitte des Anwesens steht und es ermöglichte, alle verstreuten Gebäude miteinander zu verbinden. François Mansart griff nach dem Tod der Witwe in einer zweiten Kampagne in den Jahren 1664–1665 ein, wobei er mit Jacques Gabriel zusammenarbeitete. Dabei ging es um die Vergrößerung des Pavillons und den Umbau der Wohnung des Fürsten, jetzt Louis II. de Bourbon Condé (1621–1686), mit einer teilweisen Rekonstruktion des Aufrisses. Der Grundriss des Hotels änderte sich bis zu seinem Abriss nicht mehr.
Das Hôtel de Condé bildete einen großen Gebäudekomplex mit Flügeln, die durch schmale Innenhöfe voneinander getrennt waren, mit Enklaven und störenden Mitoyennetés im Norden; die Hauptgebäude gingen auf einen weitläufigen Barockgarten hinaus, der durch ein Gitter vom Ehrenhof getrennt war und an der Rue de Vaugirard über eine Reihe von drei aufeinanderfolgenden Terrassen dem Palais du Luxembourg gegenüberlag. Dieser Garten war so geräumig, dass man, wenn man das Luxembourg schließen musste, die Tore des fürstlichen Palais öffnete und die Menschenmenge sich dort ohne den geringsten Stau ausbreiten konnte.

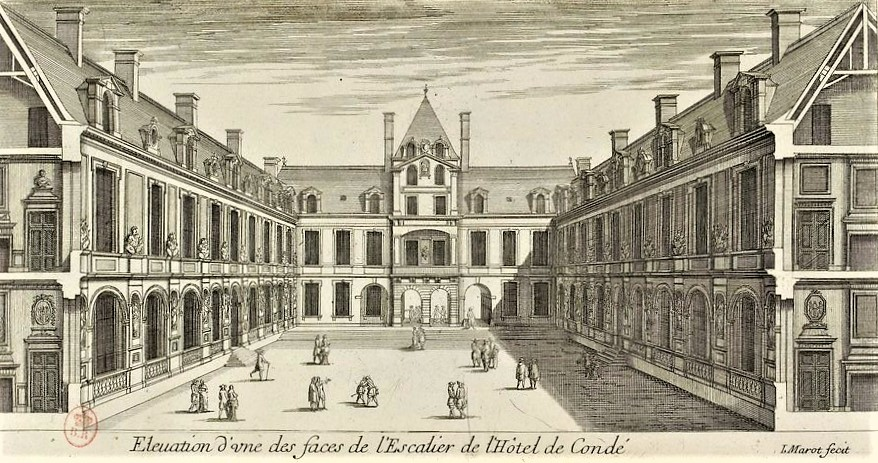
Elevation d’une des faces de l’Escalier de l’Hôtel de Condé, Jean Marot, L'Architecture française

Germain Brice gab in seiner Description nouvelle de la ville de Paris eine bewundernde Beschreibung des Mobiliars im Hôtel de Condé: „Die Decke des Zimmers und des Kabinetts von Mme la Princesse wurden von de Sève bemalt (...) Was die Möbel betrifft, so ist es schwierig, in irgendeinem anderen Palast reichere und in größerer Menge zu sehen. Man findet dort auch Gemälde von Meistern ersten Ranges, unter anderem eine Taufe unseres Herrn, von Albano (...), außergewöhnliche Wandteppiche und mehr Juwelen als an irgendeinem anderen Ort. Man bewahrt dort auch eine umfangreiche Bibliothek auf, die aus kuriosen Büchern und den seltensten Handkarten besteht.“
In diesem Hotel wurde am 2. Juni 1740 der Marquis de Sade geboren, wo seine Mutter, Marie-Eléonore de Maillé de Carman, als „Dame d’accompagnement“ und Verwandte der Princesse de Condé ihre Gemächer hatte.
Die Condé zogen 1764 in das Palais Bourbon um, und Ludwig XV. kaufte 1770 die Grundstücke und Gärten des Hôtel de Condé. Im Jahr 1778 schenkte Ludwig XVI. seinem Bruder, dem Comte de Provence, das Palais du Luxembourg und das Hôtel de Condé. 1779 wurde die Parzellierung des Geländes des Hôtel de Condé zum Gegenstand eines großen Immobilienprojekts, vergleichbar mit dem, das der Duc de Chartres im Palais Royal durchführte. Das Grundstück wurde mit Straßen durchzogen und in Lose aufgeteilt. Die Rue de l’Odéon, die ursprünglich Rue du Théâtre-Français hieß und die erste Straße in Paris mit Bürgersteigen war, wurde in der Mitte des Hôtel de Condé gebaut, als der neue Saal des Théâtre-Français errichtet wurde, der 1782 eingeweiht wurde und dessen Name 1807 in Théâtre de l’Odéon geändert wurde.